# Chrysotus agalmus
Chrysotus agalmus är en tvåvingeart som beskrevs av Harmston och Wilhelm Ludwig Rapp 1968. Chrysotus agalmus ingår i släktet Chrysotus och familjen styltflugor.
Artens utbredningsområde är Nebraska. Inga underarter finns listade i Catalogue of Life.